# جيم هازلت
جيم هازلت (بالإنجليزية: Jim Hazlett)‏ هو لاعب كرة قدم أمريكية أمريكي، ولد في 12 يناير 1926 في تارينتوم في الولايات المتحدة، وتوفي في 4 أغسطس 2010.